# Districtul El Kseur
El Kseur este un district din provincia Béjaïa, Algeria.